# 신도안면
신도안면(新都案面)은 충청남도 계룡시 북부에 위치한 면이다. 면사무소는 남선리에 있다.

## 개요
육군·공군·해군의 3군 본부인 계룡대가 있어 군인과 그 가족들을 대상으로 한 서비스업이 발달되었다. 계룡대아파트 주변에는 스포츠센터, 쇼핑 센터, 평생교육원, 미용실, 헬스장 등이 있다.
그러나, 면 전체가 군사보호구역으로 묶여 있는데다 주거지역이 남선리의 남쪽 일부에만 국한되어 협소하기 때문에 직업 군인들도 인근의 엄사면 엄사리, 금암동 등에서 통근하는 경우가 많다.

## 역사
신도안(新都案)이란 지명은 '새로운 수도로 검토되었던 곳'이라는 뜻으로, 조선 개국 당시 계룡산 남동쪽의 이 지역은 한양의 무악산과 함께 조선의 유력한 도읍지 후보였다. 신도안면 정장리, 부남리, 석계리 일대에 왕궁을 짓기 위해 운반해 온 석재들이 아직도 남아 있다.
- 백제시대 : 황등야상군
- 신라시대 : 황산군
- 고려시대 : 진잠현
- 조선 개국 초 : 이성계가 새 도읍지로 검토.
- 조선시대 : 진잠현
- 1895년 : 진잠군
- 1914년 : 충청남도 대전군 진잠면 남선리
- 1935년 : 충청남도 대덕군 진잠면 남선리
- 1989년 1월 1일 : 대덕군 진잠면 남선리가 충청남도 논산군 두마면에 편입
- 1989년 :  대한민국 육군, 대한민국 공군 본부 설립.
- 1990년 : 충청남도 계룡출장소가 설치되었다.(남선지소)
- 1996년 3월 1일 : 충청남도 논산시 두마면
- 2003년 9월 19일 : 계룡출장소가 계룡시로 승격하여 논산시에서 분리되었다. 충청남도 계룡시 남선면
- 2009년 5월 21일 : 신도안면으로 변경되었다.[1]

## 법정리
- 남선리(南仙里): 행정복지센터 소재지
- 부남리(夫南里)
- 석계리(石溪里)
- 용동리(龍洞里)
- 정장리(丁壯里)

## 시설
- 계룡대